# Université de Tuzla
L'université de Tuzla (en bosnien : Univerzitet u Tuzli) est une université publique située à Tuzla, en Bosnie-Herzégovine. L'établissement a été fondé en 1958, mais il n'est devenu une université que le 18 novembre 1976. Actuellement, l'université est l'une des institutions majeures de l'enseignement supérieur en Bosnie-Herzégovine.

## Facultés et écoles
- École de médecine (4 ans)
- École de commerce
- Académie de théâtre
- Faculté de droit
- Faculté d'économie
- Faculté d'électrotechnique
- Faculté de génie mécanique
- Faculté de génie chimique et biotechnologie
- Faculté de médecine (6 ans)
- Faculté de géologie et de génie civil
- Faculté de biologie et de mathématiques
- Faculté de philosophie
- Faculté de pharmaceutique (5 ans)